# آنا وودورد
آنا وودورد (بالإنجليزية: Anna Woodward)‏ هي رسامة أمريكية، ولدت في 1868، وتوفيت في 1935.